# Fútbol Club Killas
Fútbol Club Killas es un club de fútbol femenino de Lima, Perú. Fue fundado en el 2015, y es actual participante de la Liga Femenina peruana organizada por la Federación Peruana de Fútbol.

## Historia
Killas fue fundado un 8 de mayo del 2015 bajo el nombre de Pichangas - Fútbol Femenino. El club comenzó participando activamente en diversos torneos amateur que se llevaban a cabo en Lima, siendo su disciplina principal el fútbol femenino. Meses después cambió su nombre al que actualmente posee.
El club ha sido partícipe de las Ligas Femeninas de Fútbol 7, el circuito más importante de fútbol 7 femenino en la categoría, dándose ello hasta 2019, última participación en dicho torneo por parte de la institución. Además, representó al Perú en la Liga América de Fútbol 7, llevada a cabo en Montevideo el 2019.
A raíz de las intenciones de la FPF de organizar una Liga Femenina a partir del 2020, el club se comprometió a participar en ella. Sin embargo, a raíz de la pandemia de COVID-19 el proyecto fue pausado hasta que se reactivó el año siguiente, concretándose la incursión en la máxima división del fútbol femenino nacional.
Su debut en dicho torneo se dio el 30 de mayo del 2021 frente a Alianza Lima, encuentro que culminó en derrota para el club.

## Actualidad
FC Killas culminó su participación en la Liga Femenina 2021 quedando en la novena posición de la Tabla.
Tras su paso por Sporting Cristal, la entrenadora Olienka Salinas asumió un nuevo reto en FC Killas con miras a la nueva temporada de la Liga Femenina. 
«Con alegría y admiración tenemos el agrado de anunciarles a nuestra nueva directora técnica ¡Olienka Salinas! quien estará al mando de nuestro plantel en la próxima temporada», informó el club.
FC Killas destacó la «trayectoria, dedicación, pasión y empeño» que Salinas demuestra en el día a día. Por todo esto, el equipo se mostró con mucha confianza en conseguir sus objetivos bajo el mando de la entrenadora peruana. 

## Uniforme
- Uniforme titular: camiseta morada con mangas celestes, pantalón morado y medias rosadas.
- Uniforme alternativo: blanco

### Evolución del uniforme

#### Titular
| 2021 | 2024 | 2025 |  |

#### Visitante
| 2024 | 2025 |  |

## Datos del club
- Temporadas en Liga Femenina: 1 (2021-presente)
- Mejor puesto en Liga Femenina: por definir
- Mayor goleada conseguida: 
  - En campeonatos nacionales de local:
  - En campeonatos nacionales de visita:
  - En campeonatos internacionales de local:
  - En campeonatos internacionales de visita:
- Mayor goleada recibida: 
  - En campeonatos nacionales de local:
  - En campeonatos nacionales de visita: Alianza Lima 7:0 FC Killas (30 de mayo de 2021)
  - En campeonatos internacionales de local:
  - En campeonatos internacionales de visita:
- Máxima goleadora:

## Entrenadores
| Nombre          | Año                       |
| --------------- | ------------------------- |
| Richard Salcedo | 2018 - 2021               |
| Olienka Salinas | Actual entrenadora (2022) |